# Itabirito (rocha)
O itabirito é uma rocha metamórfica química ou vulcanoquímica finamente estratificada que é um importante minério de ferro (tem seu teor de ferro entre 50% e 55%). 
É composta quimicamente por sílica e ferro, com uma estrutura bandada alternadamente por silicatos (geralmente quartzo) e óxidos de ferro como a hematita (magnetita). Devido à elevada presença de ferro, trata-se de uma rocha de elevada densidade.
Esse minério provém de ação metamórfica sobre depósitos marinhos ricos em ferro e silica no período do neoarqueano ao paleoproterozoico, provalvemente devido ao enriquecimento em O2 da atmosfera neste período, levando a oxidação de ferro em solução nos mares daquelas épocas.
A origem do nome é em referência a cidade de Itabira em Minas Gerais, onde é encontrado em abundância.